# Darnell Mee
Lafarrell Darnell Mee (* 11. Februar 1971) ist ein ehemaliger US-amerikanisch-australischer Basketballspieler.

## Laufbahn
Der aus Cleveland (Tennessee) stammende Mee war auf Hochschulebene Spieler der Western Kentucky University. Er stand von 1990 bis 1993 in der Mannschaft und setzte sich mit insgesamt 259 Ballgewinnen an die Spitze der ewigen Bestenliste der Western Kentucky University. In der Saison 1992/93 war der 1,96 Meter große Aufbauspieler mit 18,9 Punkten je Begegnung in der mannschaftsinternen Korbjägerliste führend. Kurz nach dem Ende seiner Hochschulzeit sammelte er seinen ersten Erfahrungen im berufsmäßigen Basketball, als er im Frühling 1993 für die Mannschaft Daytona Beach Hooters in der United States Basketball League spielte. Die Golden State Warriors ließen Mee in der zweiten Runde des NBA-Draftverfahren 1993 an 34. Stelle aufrufen. Seine 43 NBA-Spiele bestritt Mee in den Spielzeiten 1993/94 und 1994/95 aber für die Denver Nuggets. In der Saison 1994/95 spielte Mee auch für Tri-City Chinook in der Continental Basketball Association (CBA) und 1995/96 in derselben Liga kurzzeitig für die Yakima Sun Kings.
Die meisten Spiele seiner Laufbahn als Berufsbasketballspieler bestritt Mee in Australien. Dort stand Mee zwischen 1996 und 2009 bei verschiedenen Mannschaften unter Vertrag. 1998 und 1999 gewann er mit den Adelaide 36ers jeweils den Meistertitel in der australischen Liga NBL. In den Jahren 1999, 2000, 2001, 2005 und 2006 wurde Mee als Verteidiger des Jahres in der NBL ausgezeichnet. Die beste Punktausbeute seiner Zeit in der NBL erreichte er 2001, als er für Adelaide im Durchschnitt 18,9 Punkte je Begegnung erzielte.
Mee spielte außerhalb der jeweiligen australischen Basketball-Saison bei mehreren Mannschaften in europäischen Ligen: 1996/97 stand er in Diensten des französischen Erstligisten BCM Gravelines (15 Punkte, 4,1 Rebounds, 3,3 Vorlagen, 3,2 Ballgewinne/Spiel). Beim italienischen Spitzenverein Kinder Bologna, für den Mee im Jahr 2000 neun Ligaspiele bestritt (4 Punkte/Spiel), konnte er sich nicht durchsetzen, in der deutschen Basketball-Bundesliga war Mee in der Saison 2001/02 dagegen ein Leistungsträger von TSV Bayer 04 Leverkusen, als er für die Rheinländer im Schnitt 12,9 Punkte, 4 Korbvorlagen, 3,9 Rebounds sowie 2 Ballgewinne verbuchte. Im Jahr 2002 bestritt Mee drei Spiele für den französischen Zweitligisten Besançon Basket Comté Doubs.
Mee, ein guter Freund von Darius Hall, nahm während seiner Basketballlaufbahn die australische Staatsbürgerschaft an und wurde in Australiens Nationalmannschaft berufen. 2007 gewann er mit der Auswahl die in Spielen gegen Neuseeland ausgetragene Ozeanienmeisterschaft.

### Trainer und Studium
Nach dem Ende seiner Spielerzeit im Jahr 2009 ging Mee in die Vereinigten Staaten zurück und beendete an der Western Kentucky University sein Studium, das er 1993 ohne Abschluss unterbrochen hatte. Während dieser Zeit gehörte er als Assistenztrainer zum Stab der Hochschulmannschaft. Anschließend arbeitete er als Trainer auf Schulebene. 2013 wurde Mee Assistenztrainer an der Moberly Area Community College im US-Bundesstaat Missouri und hatte danach das Cheftraineramt bei den Bowling Green Bandits in der US-Liga ABA inne. Im November 2015 trat er eine Trainerstelle bei den Woodville Warriors in Australien an. Er betreute die Mannschaft in der 2016er Saison und ging dann in die Vereinigten Staaten zurück. Dort betätigte er sich fortan in seiner Heimatstadt als Trainer.